# Dancing with the Dead
Dancing with the Dead — четвёртый студийный альбом шведской металической группы Pain, выпущен в 2005 году на шведском лейбле Stockholm Records. Альбом 7 недель находился в шведских чартах, достигнув 3-го места — выше, чем любой другой альбом Pain. Песня «Same Old Song», написанная в мейнстримном ключе, достигла #18 в шведских чартах и #5 в финских. Сам альбом также 4 недели находился в финских чартах.

## Об альбоме
Во время записи альбома у Петера Тэгтгрена на несколько секунд остановилось сердце. Этот случай подтолкнул его к написанию заглавной песни «Dancing With The Dead» и определил тему всей пластинки.
На следующий день после выхода альбома Pain отправились в концертное турне по Швеции. Впоследствии материалы этих выступлений легли в основу первого официального DVD группы «Live Is Overrated»(2005), изданного на польском лейбле Metal Mind, куда также вошли все снятые на тот момент видеоклипы.

## Список композиций
1. «Don’t Count Me Out» — 4:39
2. «Same Old Song» — 3:58
3. «Nothing» — 4:07
4. «The Tables Have Turned» — 4:22
5. «Not Afraid To Die» — 4:15
6. «Dancing With The Dead» — 4:13
7. «Tear It Up» — 3:57
8. «Bye / Die» — 3:02
9. «My Misery» — 3:56
10. «A Good Day To Die» — 3:44
11. «Stay Away» — 3:19
12. «The Third Wave» — 3:50
13. Trapped (бонус-трек для российского издания)

### Видео
На песни «Bye / Die», «Same Old Song» и «Nothing» были сняты видеоклипы.